# Campocraspedon annulitarsis
Campocraspedon annulitarsis är en stekelart som först beskrevs av Hedwig 1938.  Campocraspedon annulitarsis ingår i släktet Campocraspedon och familjen brokparasitsteklar. Arten är reproducerande i Sverige. Inga underarter finns listade.